# Juho Mäkelä
Juho Antti Mäkelä (* 23. Juni 1983 in Oulu) ist ein finnischer ehemaliger Fußballspieler.

## Karriere

### Vereinskarriere
Mäkelä begann seine Karriere bei Oulu LS und Tervarit Oulu in seiner Heimatstadt, bevor er zur Saison 2003 zu HJK Helsinki in die Veikkausliiga wechselte. Gleich in seiner ersten Saison wurde er mit HJK Meister und Pokalsieger. Nach einem enttäuschenden zweiten Jahr verlief die Saison 2005 besser, in der er mit 16 Toren Torschützenkönig wurde. Im Januar 2006 wechselte er dann nach Schottland zu Heart of Midlothian. Insgesamt traf Mäkelä in 66 Spielen 33-mal für HJK. Sein erstes Tor für die Hearts erzielte er am 8. April 2006 beim 4:0-Sieg gegen Dunfermline Athletic. Im Januar 2007 wurde er für ein halbes Jahr an den FC Thun verliehen, nachdem zuvor eine Leihe zur SpVgg Greuther Fürth platzte. Am 24. April 2008 wurde er erneut verliehen, diesmal für drei Monate an seinen ehemaligen Verein HJK Helsinki. In dieser Zeit erzielte er sieben Tore in 13 Spielen für HJK, ging Ende Juli allerdings wieder nach Edinburgh zurück. Im Februar 2009 kehrte Mäkelä dann endgültig nach Finnland zu HJK Helsinki zurück und wurde mit ihnen 2009 und 2010 finnischer Meister.
Im Dezember 2010 unterschrieb Mäkelä der in der Saison 2010 Torschützenkönig wurde, einen Vertrag beim Sydney FC. Bei seinem Debüt gegen Gold Coast United erzielte er gleich sein erstes Tor. Nach der Saison 2011/12 erhielt er kein neues Vertragsangebot von Sydney und kehrte nach Finnland zur HJK Helsinki zurück, wo er in der Saison 2012 in 27 Spielen zehn Tore erzielte.
Ende Januar 2013 wechselte Mäkelä ablösefrei zum deutschen Zweitligisten SV Sandhausen. Er unterschrieb einen Vertrag bis zum Saisonende 2012/13. Dieser sollte sich automatisch verlängern, falls Sandhausen den Klassenerhalt schaffen und Mäkelä eine bestimmte Anzahl an Einsätzen absolvieren würde. Letztlich verfehlte Sandhausen den sportlichen Klassenerhalt und rückte erst später durch den Lizenzentzug für den MSV Duisburg in die 2. Bundesliga nach. Der danach vertragslose Mäkelä trainierte dann zur Probe bei den Duisburgern mit, erhielt aber keinen Vertrag.
Am 8. November 2013 gab der FC St. Gallen die Verpflichtung von Juho Mäkelä bekannt, er unterschrieb einen Vertrag bis Ende der Saison 2013/14. Kurz vor Ende der Saison und des finnischen Transferfensters wurde der Vertrag aufgelöst und Mäkelä wechselte zum IFK Mariehamn.

### Nationalmannschaft
Mäkelä gab sein Debüt für die finnische Nationalmannschaft am 3. Februar 2004 in einem Freundschaftsspiel gegen China. Seitdem kam er auf weitere 6 Länderspiele.

## Erfolge
- Finnischer Meister
  - 2003, 2009, 2010 (mit HJK Helsinki)
- Finnischer Pokalsieger
  - 2003 (mit HJK Helsinki)